# Figueira dos Cavaleiros
Pour les articles homonymes, voir Figueira.
Figueira dos Cavaleiros est une paroisse civile portugaise (en portugais : freguesia) de la municipalité de Ferreira do Alentejo dans le district de Beja.

## Géographie
Figueira dos Cavaleiros est desservie par l'autoroute A26.

## Démographie
Lors du recensement de 2021, Figueira dos Cavaleiros compte 1 185 habitants.